# Kapooria musarum
Kapooria musarum är en svampart som först beskrevs av J.N. Kapoor, och fick sitt nu gällande namn av J. Reid & C. Booth 1989. Kapooria musarum ingår i släktet Kapooria, ordningen Diaporthales, klassen Sordariomycetes, divisionen sporsäcksvampar och riket svampar.   Inga underarter finns listade i Catalogue of Life.